# Итальянский поход Скандербега
Итальянская экспедиция Скандербега (1460—1462) была им предпринята для помощи своему союзнику Фердинанду I Неаполитанскому, чья власть была под угрозой со стороны Анжуйской династии. Правителем Албании (лат. dominus Albaniae) с 1443 года был Георгий Кастриоти Скандербег, возглавлявший восстание против Османской империи и ставший союзником нескольких западноевропейских государств с целью объединить албанские земли. В 1458 году умер король Сицилии и ключевой союзник Скандербега Альфонс V, оставивший на неаполитанском троне своего незаконорождённого сына Фердинанда; герцог Анжуйский Рене Добрый выдвинул свои претензии на власть. Конфликт между ними вскоре превратился в гражданскую войну. Папа римский Каликст III, являвшийся испанцем, мало чем мог помочь Фердинанду, так что он обратился к Скандербегу за помощью.
В 1457 году Скандербег добился самой известной победы над турками в битве при Албулене, которая была встречена с большим энтузиазмом по всей Италии. Чтобы отплатить Альфонсо за оказанную годами военную и финансовую помощь, Скандербег принял просьбу папы римского и отправил военную экспедицию в Италию для помощи Фердинанду. До отъезда Скандербег для обеспечения безопасности своих владений пытался договорить о перемирии с завоевателем Константинополя и султаном Мехмедом II. Мехмед не объявил перемирие, продолжая направлять армии в Боснию и Морею. Только после завоевания Сербии в 1459 году Мехмед согласился на трёхлетнее прекращение огня, что позволило Скандербегу отправить своих людей в Италию.
Опасаясь приближения османской армии, Скандербег сначала послал своего племянника Константин Кастриоти с отрядом из 500 всадников в Барлетту, где они вошли в состав армии Фердинанда для борьбы с французами. В течение года им удавалось сдерживать противника, но не более, пока Скандербег не прибыл на полуостров к сентябрю 1461 года. До прибытия в Италию он посетил Республику Рагузу (Дубровник) чтобы убедить ректоров помочь с финансированием его кампании. Тем временем, его люди высадились в Италии и анжуйцы сняли осаду Барлетты. По прибытии Скандербег продолжил преследовать своих противников с большим успехом. Таким образом противники Фердинанда начали отступать с занятых территорий и албанский полководец возвратился на родину; отряд его людей оставался до полной победы неаполитанского правителя в битве при Орсаре, хотя и неизвестно, участвовали-ли в ней представители Скандербега.

## Предыстория
В 1456 году умер союзник Скандербега, регент и неофициальный правитель Венгрии Янош Хуньяди, чей сын Матьяш Корвин стал королём этой страны. Хуньяди был сторонником наступательной войны против Османской империи, в то время как венгерская знать и Матьяш выступали за войну оборонительную. В следующем году Скандербег победил многочисленное турецкое войско в битве при Албулене. Рим отчаянно ждал подобной победы после осады Белграда, ибо папа римский Каликст III перед объявлением крестового похода хотел убедиться в его осуществимости. Каликст дал победителю звание капитана-генерала римской курии; для защиты интересов наместника Петра Скандербег прислал в Рим двенадцать захваченных в сражении турецких пленников. Несмотря на понесенное поражение, султан Мехмед II начал готовить новое войско для вторжения в Албанию, препятствовавшей продвижению на запад, также желая победить тамошнего правителя. Скандербег направил делегации в несколько западноевропейских стран с просьбой прекратить войны друг с другом и объединиться для крестового похода.

### Ситуация в Италии

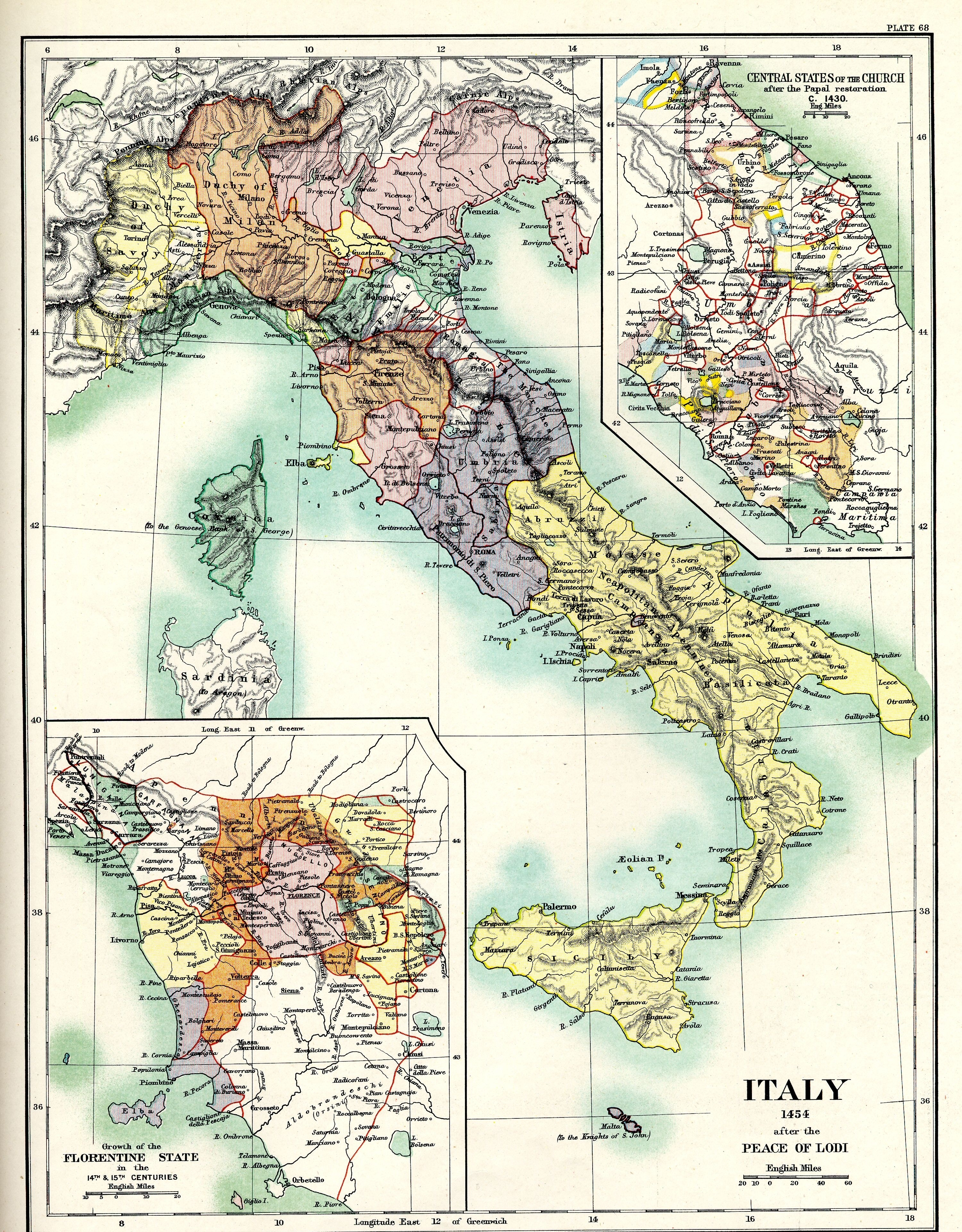
Государства Италии в 1454 году после Лодийского мира.

27 сентября 1458 года умер Альфонсо V Великодушный, после заключения Гаэтского договора являвшийся важнейшим и полезнейшим союзником Скандербега. В 1448 году в знак жеста дружбы албанский правитель отправил воинский отряд под командованием генерала Деметроса Ререса в Кротоне для подавления мятежа против Альфонсо. Через год многие из этих людей получили разрешение поселиться в принадлежавших итальянскому государю четырёх деревнях на Сицилии. Узнав о смерти союзника, Скандербег отправил послов к новому неаполитанскому королю Фердинанду I чтобы выразить соболезнования в связи с гибелью его отца и поздравить со вступлением на престол. Но смена власти не прошла безболезненно: Рене Добрый выдвинул претензии на престол, так как его семья контролировала Неаполь до его захвата арагонцами, а также из-за незаконного происхождения Фердинанда. Аристократия Южной Италии, многие из которых были родственниками прежней царственной династии, поддержали французского претендента. Среди них были князь Тарента Джованни Орсини и известный кондотьер Якопо Пиччинино, взятый на службу анжуйцами. Герцог Милана Франческо Сфорца, опасавшийся французского присутствия в Италии, поддержал Фердинанда отправкой на юг армии под руководством собственного племянника Алессандро Сфорца. Испанец по происхождению Каликст желал сохранения власти в Неаполе в руках своего соотечественника, но, не имея возможности самостоятельно помочь Фердинанду, обратился по этому поводу к Скандербегу. К этому времении со своими людьми завоевали всё королевство за исключением Неаполя, Капуи, Аверсы, Гаэты, Трои и Барлетты, где Фердинанд находился в осаде.
Получавший существенную поддержку от Альфонсо и оставашийся вассалом Арагонской короны Скандербег ощущал необходимость ответной услуги, и по этой причине принял просьбу папы римского. Албанский правитель хотел сохранить верность своему союзнику, и не желал захвата Неаполя анжуйцами, имевшими дружественные отношения с турками. Также он опасался победы анжуйцев по той причине, что после неё они могли снова обратить свой взор на Албанию. С другой стороны, перед началом активных действий в Южной Италии Кастриоти предпринял меры для налаживания отношений с Венецией, чей Сенат с удовольствием пошёл на это на фоне очевиднейшего ослабления внушавшего республике былой страх арагоно-албанского союза. В этот момент Каликст III умирает, и новый папа римский Пий II в ожидании новой войны попытался примирить Фердинанда с его главным противником в королевстве в лице Орсини. Король Франции Людовик XI, выступивший на стороне своих аристократических родственников, предложил папству в обмен на признание смены власти в Неаполе выставить 70 тыс. войско для будущего крестового похода и отменить прагматическую санкцию, серьёзно ограничивавшую власть святого престола в этой стране. Пий проигнорировал эти предложения, считая их неискренними Правитель Римини Сиджизмондо Малатеста в случае обращения Фердинанда за помощью к Скандербегу планировал пригласить в Италию войска Мехмеда, предоставив туркам подробнейшую карту Адриатики. Но документ так и не попал к султану, оказавшись в руках Рима.

### Ситуация в Албании

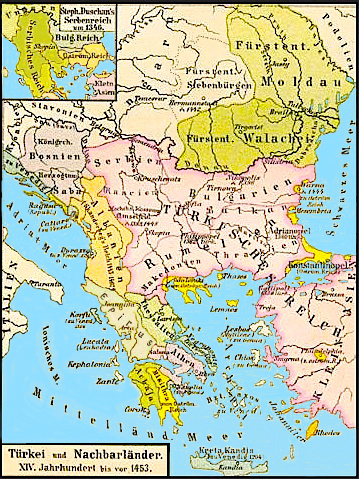
Балканский полуостров в 1450 году.

Поступавшие новости о походах турок против Боснии и Мореи, но не против Албании, позволяли предполагать намерение Мехмеда заключить перемирие со Скандербегом. Последний воспользовался освободившимся временем для подготовки к походу в Италию и организации защиты владений от ненадёжного союзника в северной Албании Леки Дукаджини, пытавшегося расширить свои владения с помощью союза с Османской империей. Чтобы обуздать соседа Скандербег захватил крепость Шат и передал её в качестве подарка Венеции., с которой заключил союз против Дукаджини. Пий II выпустил буллу против Леки, пригрозив интердиктом в случае, если он за пятнадцать дней не откажется от союза с турками и не помирится с Кастриоти. Дукаджини согласился с предложенными  условиями и заключил союз с южным соседом и Венецией.
Пий II продолжал оказывать Скандербегу помощь, но в меньшем финансовом объёме, чем Каликст, ибо считал военное мастерство албанского государя и его войска вполне достаточным для борьбы с Османской империей и необходимым условием для успеха грядущего крестового похода. В 1459 году, когда Мехмед II окончил завоевание Сербии, его представители обратились с предложением заключить трёхлетнее перемирие между Кастриоти и империей после пятнадцати лет военных действий. Целью султана было удалить албанца от крестового похода, ибо тот мог стать его единственной надеждой на успех. Скандербег был готов заключить перемирие, но ожидал папского одобрения, которое начавший сомневаться в его верности Пий давать не хотел. Поскольку османцы уже закрепились на западных Балканах, священнослужитель опасался нарушения ими перемирия и вторжения в Албанию. Для восстановления доверия Рима Скандербег отказался от перемирия, отказался и от участия в посвящённом организации крестового похода Мантуанском соборе. Это мероприятие ничем дельным не закончился, что означало отсутствие поддержки из Европы для Скандербега. После этого он отправил в папство послов, выразив желание отправиться в Италию только после заключения перемирия с турками.
9 июня 1460 года Кастриоти отправил посла в Рагузу (Дубровник) с просьбой помочь с транспортом для переправки людей из Албании через Адриатическое море на юг Италии. Рагуза была выбрана из-за наличия тесных экономических связей с Арагоном, в то время как Венецианская республика преследовала собственные интересы. Тем временем Скандербег отправил Мартина Музаку в Рим для представления плана на будущее, о которых Пий II уведомил Фердинанда. Папа римский поручил Венеции обеспечить охрану береговую линию Албании, после чего остававшийся в Албании Кастриоти решил отправить отряд в Италию. В середине июня 1461 года Скандербег согласился заключить на три года перемирие с Мехмедом II, который после этого завоевал Трапезундскую империю.

## Первая высадка
17 сентября 1460 года Скандербег отправил 500 всадников под командованием своего племянника Константина в Барлетту. Тогдашняя борьба между претендентами на Неаполитанское королевство велась малыми силами, и на одной стороне сражалось не более одной тысячи солдат. Неаполитанская армия Фердинанда в целом насчитывала 7 тыс. человек, и появление албанских кавалеристов, хотя и не обладавших в отличие от итальянцев кирасами, укрепило его позиции. К этому времени действующий правитель потерял большую часть своей территории и остался с некоторыми крепостями в Апулии и окрестностях Неаполя, к которому стремительно приближались анжуйцы. Фердинанд готовился к контрнаступлению: во главе войска был поставлен Роберто дель Бальцо Орсини, который своей некомпетентностью только задержал войско. С прибытием людей Скандербера было начато наступление неаполитанской армии, албанская легкая кавалерия отметилась скоростью (передвижение по 40 км в день против 12 км у итальянцев) и эффективностью. Фердинанд призвал албанцев сражаться в их традиционной манере и совершать набеги на территорию, ограблению с их стороны подверглась Апулия. Эти события встревожили анжуйцев и побудили Джованни Орсини попытаться помешать Скандербегу переправить всех своих людей в Италию. Рене Добрый был особенно удивлен поступком албанского государя, поскольку считал, что никогда не наносил тому оскорбления.

### Переписка Орсини и Скандербега
"Князь Тарентский написал мне письмо, копию которого и ответ, который я ему сделал, я отправляю вашему величеству. Я очень удивлен, что его светлость решил отвратить меня от моих намерений своими резкими словами, и я хотел бы сказать одну вещь: пусть Бог хранит ваше величество от зла, вреда и опасности, но, как бы ни обернулось, я остаюсь друг добродетели, а не удачи."
Злейшим врагом Фердинанда являлся его вассал князь Тарентский Джованни Орсини, восхищавшийся Скандербегом и его кампаниями в Албании. После того, как албанец встал на сторону Фердинанда, Орсини вступил в союз с анжуйцами и отказался признавать его королём Неаполя. Затем он отправил письмо, чтобы убедить Скандербега вывести своих людей из Италии, аргументируя это безнадёжным положением Фердинанда, угасанием славы Скандербега после будущего разгрома и гораздо более выгодными условиями союза с Рене. В ответном письме Скандербега от 10 октября 1460 года говорилось, что он был не ищущим удачи кондотьером, а стремящимся помочь своему союзнику зрелым человеком. Кроме того, он отправил Фердинанду ещё одно письмо, в котором заверил его в своей верности. . Ещё одно письмо было отправлено Пию, в котором он заверял, что албанцы годны к сражениям в Италии, во что итальянские правители не верили. Письма проливают свет на политические мотивы Скандербега, представлявшим себя благородным союзником, а также иллюстрируют влияние эпохи возрождения на его двор. Они также служили психологической цели, чтобы запугать соперников Фердинанда: Скандербег сравнил себя с античным царём Пирром из Эпира, который прибыл в Италию для защиты греческих городов-государств от римской экспансии.

### Неаполитанское контрнаступление
К октябрю 1460 года Фердинанд смог отвоевать западные земли своего королевства от Капуи до Беневенто. Однако на восточных границах его враги сохраняли свои позиции, самым опасным из них был Якопо Пиччинино, взявший на себя задачу заблокировать папские и неаполитанские войска на пути в Апулию. Поскольку Роберто Орсини не оправдал возложенные на него ожидания, король пригласил Константина в Неаполь, предложив ему ведущую роль в операции против Пиччинино. В битве у Монте-Гаргано Константин Скандербег и герцог Андрии Франческо II дель Бальцо смогли одолеть Эрколе д’Эсте, после чего получили контроль над собираемыми там таможенными пошлинами в размере 30 000 дукатов в год, из которых формировалась большая часть доходов Пиччинино. Бои продолжались три месяца, после чего сторонники Фердинанда смогли вернуть себе потерянные территории. Объединившись с людьми Джованни Орсини, Пиччинино подготовил собственное контрнаступление и начал осаду главных замков региона. 28 мая 1461 года под Венозой вспыхнуло ожесточенное сражение, в котором приняла участие албанская конница. Фердинанд покинул город и бежал обратно в Апулию, около Трои он встретил представителя Скандербега Гойко Балшича, который сообщил о готовности своего господина высадиться в Италии при предоставлении необходимых галер.

## Экспедиция

### Подготовка и посещение Рагузы
Перед отъездом в Италию Скандербегу нужно было накопить соответствующие финансы. Пий приказал диоцезу Далмации отдать Скандербегу треть собранных средств на предстоящий крестовый поход, также из фондов Ватикана было передана 1 тыс. флоринов. Эти средства находились в банках Рагузы, которые из-за угрозы османского вторжения отказались продолжать финансирование крестового похода и не хотели финансировать поход в Италию, Стефан Вукчич из Зеты предупреждал о скором вторжении турок в Албанию и Далмацию. Из-за финансовых проблем и нехватки больших кораблей для перевозки войск (взамен которых были получены несколько кораблей меньшего размера) прибытие Скандербега было отложено, в то время как Фердинанд был осаждён в Барлетте. Но до её осады итальянскому правителю удалось послать к албанским берегам четыре галеры. Тем временем Скандербег отправил неназванного капитана к своим восточным границам для защиты от османского нападения и оставил свою жену Донику вести свои дела.

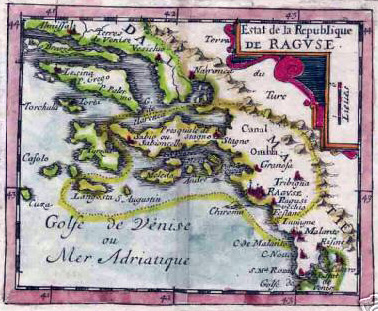
Карта Республики Рагуза.

Венецианский посол на пути из Константинополя сообщал, что Скандербег собрал 1000 кавалерии и 2000 пехоты, а также несколько папских и неаполитанских кораблей в Капо-ди-Лачи (около нынешнего Кавая). Однако он все ещё ожидал поставок зерна и двух неаполитанских кораблей. 21-22 августа 1461 года прибыли четыре галеры, после чего Скандербег послал в Италию вернувшегося оттуда ранее Гойко Балшича с 500 всадниками и 1 тыс. пехотинцев на подмогу осажденному Фердинанду, тогда как сам албанский правитель отправился в Рагузу добиваться предоставления необходимых средств. Балшич высадился в Барлетте 24 августа 1461 года, осаду которой анжуйцы вместе с Джованни Орсини немедленно сняли из-за опасений, что прибывшие войска возглавлял сам Скандербег. После этого Балшич сообщил Фердинанду, что Скандербег прибудет в Италию после своего путешествия в Рагузу. Неаполитанский король понимал важность личного участия в войне Скандербега, из-за чего начал беспокоиться, когда тот не приехал через обещанные два дня.
24 августа 1461 года Скандербег вместе с архиепископом Дурреса Палом Энджели достиг Рагузы. Солдаты албанского правителя остались на кораблях в порту, пока сам он отправился в город. Его персона была настолько известной, что горожане пришли посмотреть на его проход через городские ворот. Скандербега встретили церемонией и экскурсией по городу с осмотром его стен и вооружение. Под давлением папы рагузцы отдали требовавшуюся финансовую сумму, а люди Скандербега получили продовольствие для грядущей кампании. Его популярность позволяла чувствовать себя как дома в этом городе, где проживала самая большая албанская община за пределами Албании. 29 августа 1461 года Скандербег отправился в Апулию, но из-за шторма был вынужден бросить якорь у далматинского острова. 3 сентября 1461 года он наконец достиг Барлетты.

### Скандербег в Италии

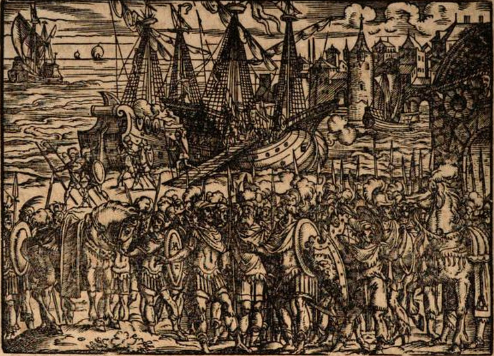
Скандербег со своим войском высаживается в Италии (гравюра 1587 года).

Несмотря на снятую за неделю до этого осаду Барлетты, силы Рене Анжуйского проявляли активность. Как только Скандербег прибыл, Фердинанд поручил ему командовать крепостью Барлетта, а сам король отправился к Ариано-Ирпино. Оставшись во главе крепости, Скандербег выступил против соперников Фердинанда, среди которых были находившиеся в Андрии Джованни Орсини, герцог Калабрийский Жан II Анжуйский, Якопо Пиччинино и Франческо дель Бальцо. Их место пребывания подвергалось набегам албанской кавалерии, чьё легкое вооружение, быстрые лошади и передвижение в свободных рядах позволяли ей быстро преодолевать более хорошо вооруженную и сражавшуюся в плотном строю итальянскую кавалерию. В одной из стычек албанский воин захватил владельца замка Монте-Сант-Анджело Алоиса Минутуло, который был заключен в крепость Барлетта. Три года спустя Фердинанд подарит Скандербегу в знак признательности замок.
Противники Фердинанда под командованием Пиччинино попытались вступить в битву со Скандербегом, но перед объединённым албано-неаполитанским войском были вынуждены отступить с полей Андрианы к Аквавива-делле-Фонти. Новости об отступлении достигли Венеции, которая проинформировала о случившемся Франческо Сфорца. Затем Скандербег двинулся в Тарент, чей владелец Джованни Орсини попытался отговорить его от похода, но опасавшийся ненадёжности князя Фердинанд позволил албанцам продолжать совершать набеги. Скандербег разделил армию на три части, распределив командование между собой, Моисуом Арианити Големи и Владанои Горицей. Атаки велись в трех направлениях без остановки, полностью изматывая противника. В течение октября с баз в Барлетте и Андрии продолжались грабежи владений Орисини, в то время как Фердинанд окончательно подчинил Калабрию, где отбил Козенцу и Кастровиллари. В этот момент Орсини попросил Скандербега о перемирии, от которого тот отказался, 27 октября им был захвачен город Джезуальдо. Затем Пиччинино попросил Скандербега прекратить боевые действия, что ожидавший скорого окончания войны албанец и сделал с большим энтузиазмом.
Но Пиччинино не стремился поддерживать соглашение, о чём Скандерберу сообщил один из его дезертиров. После этого было решено вступить в бой с противником, накормив своих людей и подготовив лошадей албанский полководец при лунном свете отправился к лагерю анжуйцев. Но там он никого не нашёл, так как Пиччинино был предупреждён о грядущем нападении. Затем Скандербег вернулся в Барлетту, где пополнил войско людьми Фердинанда и разделил свою армию на две части — одну под командованием Алессандро Сфорца, другую оставив под собой. После этого он направился к Трое, в то время как Жан II и Пиччинино находились в восьми милях от этого места в Лучере. Зная, что битва произойдет между этими двумя городами, Скандербег ночью захватил лежавшую между ними гору Седжано, для защиты которой оставил несколько своих людей и где его люди могли найти убежище в случае поражения. Пиччинино преследовал ту же цель и намеревался захватить гору, но вместо этого встретил там уже людей Скандербег и сосредоточился на подготовке войска к предстоящей битвы. Две армии встретились следующим днём, битва длилась до сумерек и завершилась поражением отряда Жана и его бегством, в то время как Пиччинино отказался от продолжения боевых действий в регионе. Он направился на север, где вместе с отрядом из 200 солдат Сиджизмондо Малатесты организовал нападения на владения папской области.
Следующей задачей Скандербега было отбить Трани, второй по важности пункт в Апулии после Барлетты. Ему удалось захватить восставшего против Фердинанда командующего гарнизоном Фусиа де Фокса, когда тот был за городскими стенами с шестнадцатью солдатами. После этого Скандербег затем попытался убедить его бросить Орсини, на что Фусиа отказался по финансовым причинам. Утром 28 декабря 1461 года, вице-командующий гарнизоном Граччиани по просьбе Фусии сдал город, но они оба отказались отдавать победителям боеприпасы. Скандербегу удалось добиться своего лишь под угрозой посадить их в тюрьму. После нескольких недель мародерства Скандербег и его арагонские соратники присоединились к людям Алессандро Сфорца, после чего передали захваченные крепости Фердинанду..

## Итоги
Видя, что их состояние уменьшается, соперники Фердинанда попытались заключить мир с Франсиско Сфорца. Фердинанд послал Скандербега в качестве посредника, которому Джованни Орсини и Пиччинино предложили мир за 150 000 и 110 000 дукатов соответственно, от чего король отказался. Это было один из последних поступков Скандербега в Италии. Он оставался в Апулии ещё на один месяц вплоть до января 1462 года, после чего вернулся в Албанию, оставив своих солдат в Италии. Причина его отъезда не ясна, но считается, что в то время Мехмед готовил поход против Венгрии, который мог быть обращён и против Албании. На обратном пути он снова посетил Рагузу, где его также приветствовали как героя. Он желал немедленно отправится в Албанию, но из-за плохой погоды был вынужден задержаться.Власти Дубровника в ожидании его дальнейшего пути в Албанию по суше предложили ему припасы, но вместо этого после десяти дней пребывания в городе он отплыл на свою родину с помощью корабля. Перед отъездом он купил на Сицилии зерно для своих солдат в Апулии.
Война за королевство продолжалась ещё несколько месяцев после отплытия Скандербега, точно неизвестно об участии албанцев в оставшихся сражениях. В августе 1462 года Фердинанд победил в битве при Орсаре. Экспедиция сделала албанского полководца известным по всей Италии. Джованни Понтано в своей книге De Bello Neapolitano (рус. Неаполитанская война), считает высадку албанцев важным фактором победы Фердинанда: их быстрое маневрирование и быстрые атаки фактически обездвижили местных воинов. Экспедиции Скандербега удалось снять осаду Барлетты, с помощью уловки захватить Трани, вынудить анжуйцев перейти от наступательной стратегии к оборонительной и опустошить земли Джованни Орсини до такой степени, что тот был вынуждены подчиниться Фердинанду, что позволило последнему в полной безопасности принять участие в свадьбе племянника Пия II Антонио Пикколомини. Более того, эта военная кампания сыграла важную роль в сохранении Неаполитанского королевства за Фердинандом.
За оказанные услуги Фердинанд наградил Скандербега замком Монте-Сант-Анджело, в котором тот поселил многих своих солдат, заселивших пятнадцать деревень на холмистой местности к востоку от Тарента. Возвращение в Албанию было положительно воспринято сторонниками Скандербега, несмотря на ликование Скандербег начал готовиться к войне. 7 июля 1462 года турецкая армия возобновила боевые действия в Албании, произошедшее в этот день крупное сражение у Мокры закончилось победой албанцев. В начавшейся в следующем месяце македонской кампании Скандербег смог одолеть три османских армии за один месяцf 27 апреля 1463 года был подписан мирный договор,  но 9 сентября Скандербег заключил союз с готовившейся воевать с турками Венецией. 12 октября Пий объявил крестовый поход против турок-османов, к которым присоединился Скандербег.